# Louvre-Lens
O Louvre-Lens é um estabelecimento público de cooperação cultural de natureza administrativa fundado pelo conselho regional do Nord-Pas-de-Calais, o departamento de Pas-de-Calais, a comunidade de aglomeração de Lens-Liévin, a cidade de Lens e o Museu do Louvre. Esse "segundo Louvre" está localizada em Lens no Pas-de-Calais, sua diretora é Annabelle Ténèze desde 2023; é um estabelecimento autônomo, ligado ao museu parisiense do Louvre por uma convenção científica e cultural.
O museu foi construído no local da antiga fossa nº 9 das minas de Lens. O novo edifício, sob gestão de projeto do conselho regional de Nord-Pas-de-Calais, acolhe exposições semipermanentes representativas de todas as coleções do Museu do Louvre, que são renovadas regularmente. Acolhe também exposições temporárias de nível nacional ou internacional. O museu é servido por ônibus TADAO que o conectam ao centro da estação a cada 30 minutos.
A inauguração, em 4 de dezembro de 2012, dia de Santa Bárbara, deu origem a 18 h à meia-noite, para uma operação "portas abertas" gratuita. A abertura oficial ao público ocorreu em 12 de dezembro de 2012. O museu é um dos símbolos da reconversão da bacia mineira de Nord-Pas-de-Calais.

## Descrição

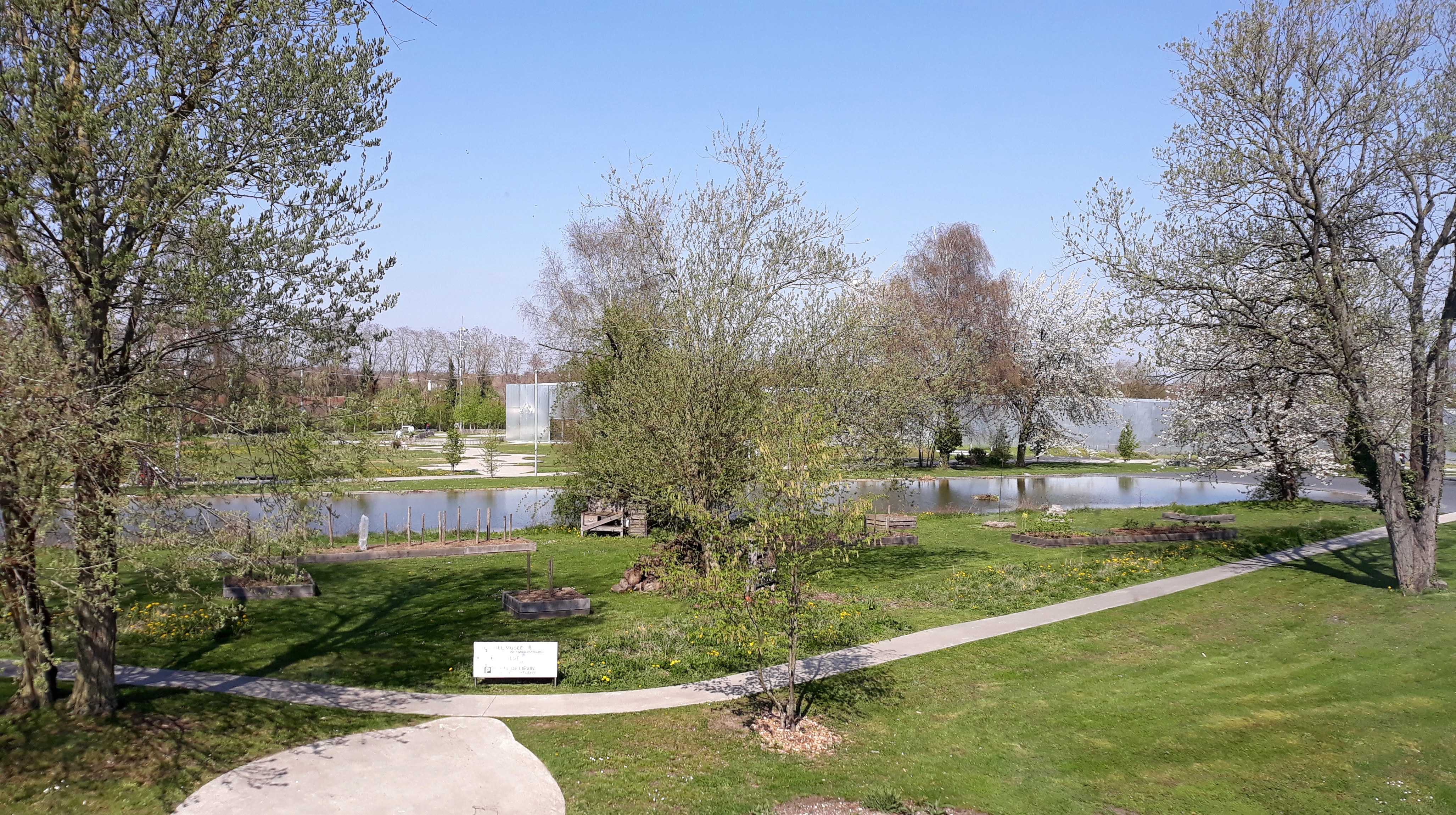
O museu está localizado em um parque, obra de Catherine Mosbach.

Este museu estende-se por um parque de vinte hectares (parque paisagístico de 6 600 árvores, 26 000 arbustos e 700 viváceas, quatro hectares de prados e prados floridos e um hectare de relvado curto, sendo os antigos caminhos de ferro que ligavam os poços da mina transformados em vias de acesso, cerca de vinte "canapés vegetais" servindo de bancos em todo o perímetro do parque). O parque obteve o selo de jardim notável do Ministério da Cultura em 2021.
Os edifícios têm uma superfície total de 28 000 m2, incluindo metro de espaço expositivo e reservas visitáveis (Grande galeria denominada "a Galeria do tempo" de 3 000 m2, galeria de exposições temporárias de metro e pavilhão de vidro de metro , expondo notadamente grandes peças do museu parisiense, entre 600 e 800 obras), e metro abrigando as reservas de obras de arte. Os cinco edifícios principais (um cubo, a sala de recepção e quatro paralelepípedos cujas coberturas planas e paredes de vidro ligeiramente curvas acompanham as linhas naturais do terreno), ligados entre si por uma linha contínua ("a Galeria do tempo" cujo piso de concreto polido e lâminas inclinadas que proporcionam luz natural evitam sombras e reflexos) são longos e baixos (seis a sete metros de altura), refletindo a luz através de sua estrutura em vidro laminado fosco e painéis de madeira revestidos com um revestimento de alumínio polido e anodizado: o edifício joga assim com a sobriedade e transparência das fachadas nas quais o parque se reflete. O nível do jardim é totalmente aberto ao público, enquanto as partes técnicas estão localizadas no subsolo. Os dois pátios de concreto, assentados sobre solo de pilha de escória preta (foram transportados 130 000 m3 de xisto no total) onde flutuam escassas ilhas de gramado, fazem uma transição com o parque paisagístico.

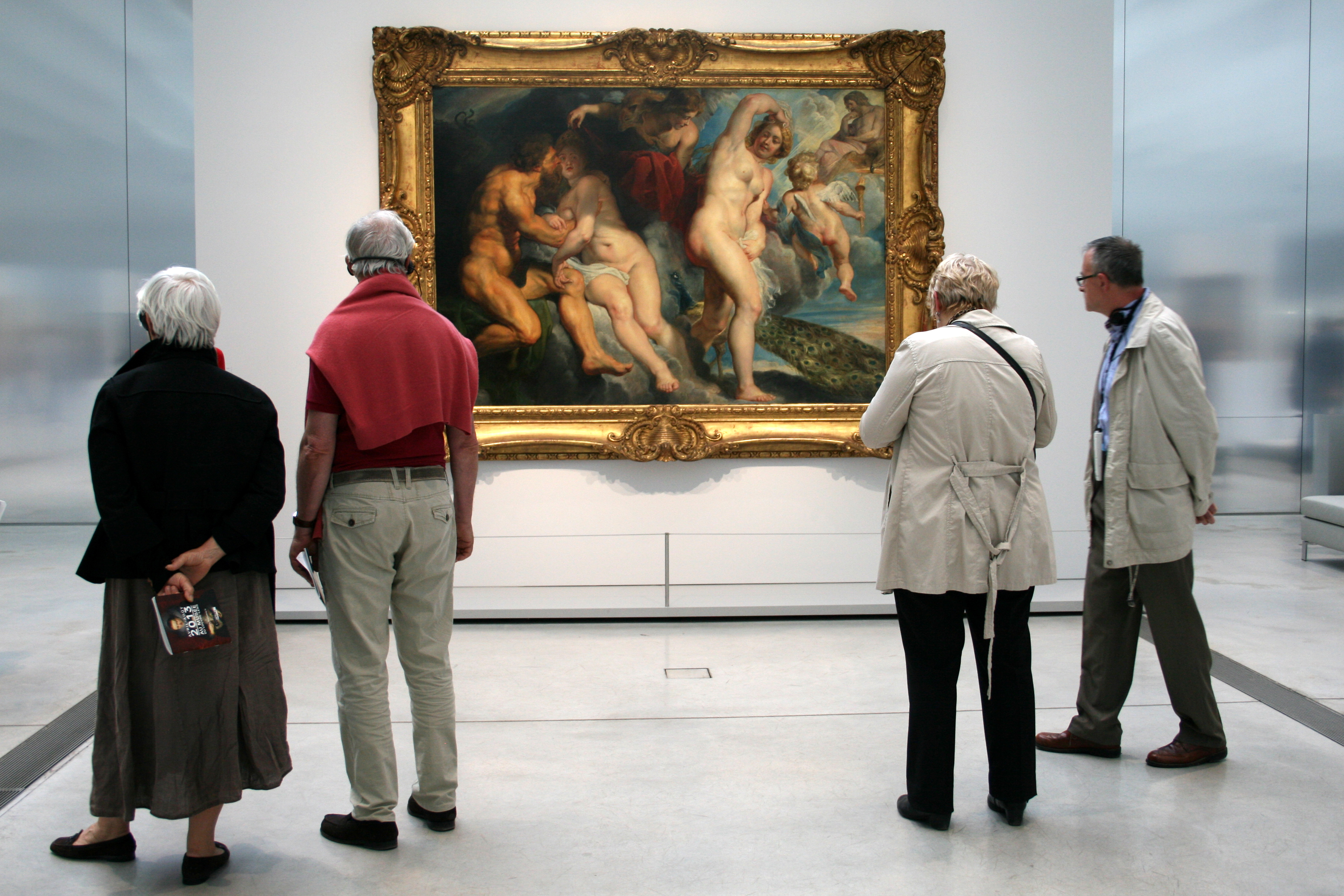
Ixion, rei dos lapitas, enganado por Juno a quem queria seduzir, obra-prima de Peter Paul Rubens (1615) admirada na "Galeria do Tempo".

As exposições temporárias terão anualmente dimensão internacional, em colaboração com grandes museus estrangeiros. O salão de recepção de metro , seis oficinas educativas, um auditório de 280 lugares (chamado La Scène), uma midiateca e um Centro de Recursos, reservas (visíveis e visitáveis na cave), uma livraria-boutique, uma cafetaria, dois estabelecimentos de fast food e um restaurante gourmet do chef local Marc Meurin, laboratórios  e escritórios  compartilhe o resto deste museu XXI 21 século.
Em 18 de novembro de 2013, Kazuyo Sejima e Ryūe Nishizawa, bem como a região Nord-Pas-de-Calais, receberam o Prix de l'Équerre d'Argent para o Louvre-Lens, premiando "o belíssimo trabalho nas atmosferas, o bom controle da luz e a reconversão de uma área mineira num equipamento cultural de referência".

## Histórico

### Origem
Jean-Jacques Aillagon, o Ministro da Cultura e Comunicação da época, queria que os principais estabelecimentos parisienses fossem descentralizados, como é o caso do Louvre II ou do Centro Pompidou-Metz. Entre Amiens, Arras, Béthune, Bolonha do Mar, Calais, Lens e Valenciennes, a competição foi difícil.
Renaud Donnedieu de Vabres, então Ministro da Cultura e Comunicação, visitou as seis cidades candidatas. Houve uma cidade a menos porque Béthune quis desistir da competição. Quatro meses depois, o então primeiro-ministro, Jean-Pierre Raffarin, anunciou em Lens mesmo em 29 de novembro de 2004 que a cidade sediaria a filial do Louvre. Na verdade, na comuna, mais de 20% dos trabalhadores estavam desempregados ou subempregados e os indicadores sociais e de saúde eram muito negativos. Daniel Percheron conseguiu convencer Jacques Chirac de que a escolha de Lens foi a melhor, para fazer justiça "ao povo da mina que tanto sofreu". Foi apoiado na sua luta por Henri Loyrette, presidente-diretor do Louvre e defensor da democratização da arte, e ajudado por três viúvas de mineiros que desafiaram Renaud Donnedieu de Vabres a "maneira direta e calorosa" durante sua visita ao Lens, ganhando o apelido de "vovós do Louvre".

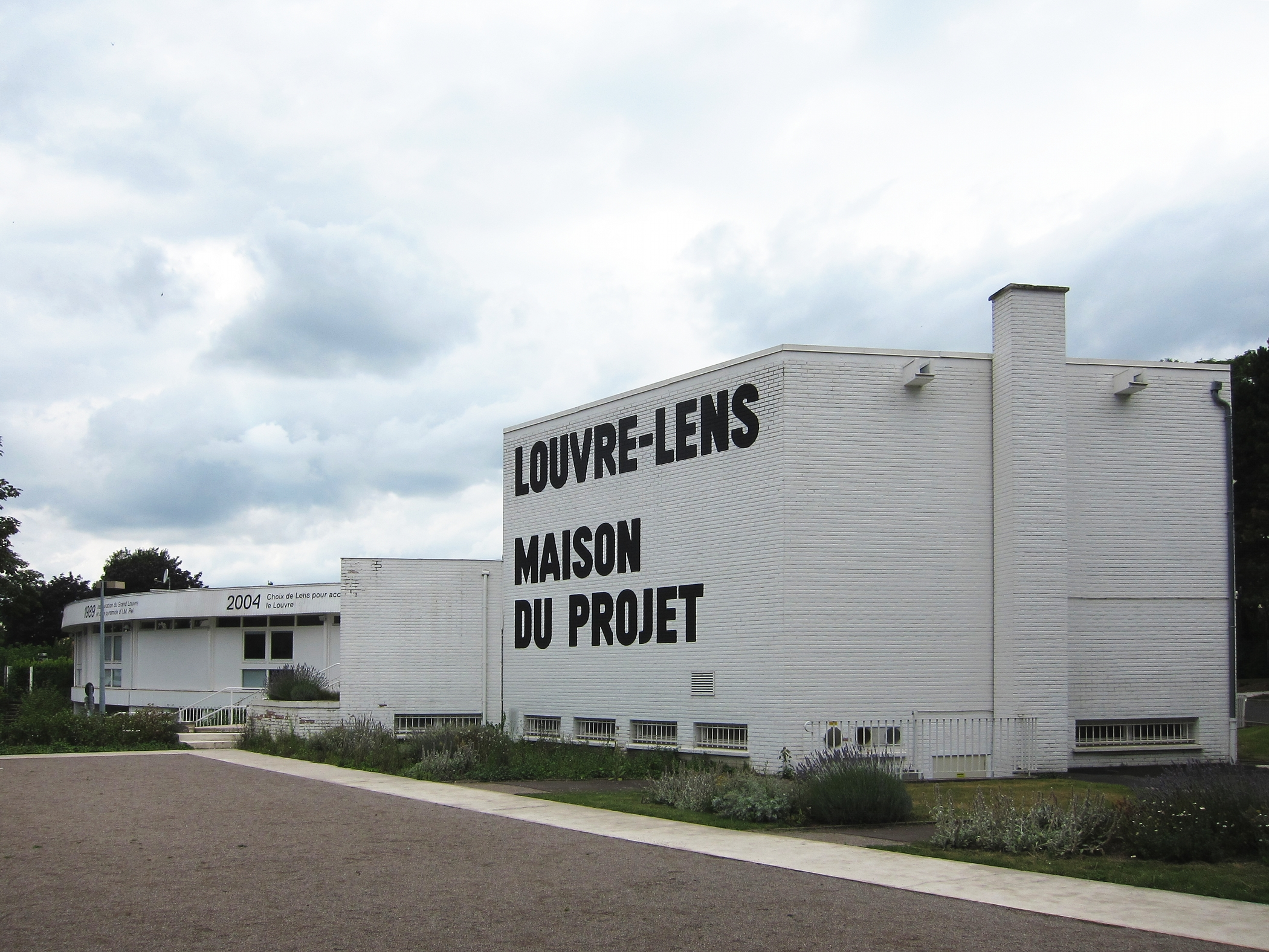
A casa do projeto

No início de 2005, a região Nord-Pas-de-Calais, proprietária e principal financiadora do projeto, lançou um concurso de arquitetura. Seis equipes de arquitetos foram selecionadas entre 124 candidaturas. Após deliberação, o júri qualificou a equipe de arquitetos composta pela agência japonesa SANAA Kazuyo Sejima, Ryūe Nishizawa com o escritório dos arquitetos-museógrafos Imrey Culbert sediados em Nova Iorque e Paris, especializados em design de museus e galerias, bem como a Arquiteta paisagista francesa Catherine Mosbach.
Vários projetos estiveram em andamento, incluindo a Route du Louvre. Começou em 14 de maio de 2006 e é reeditado todos os anos. Várias pessoas também tiveram a oportunidade de visitar locais construídos pela empresa SANAA e conhecer o andamento da obra Louvre-Lens.

### Construção

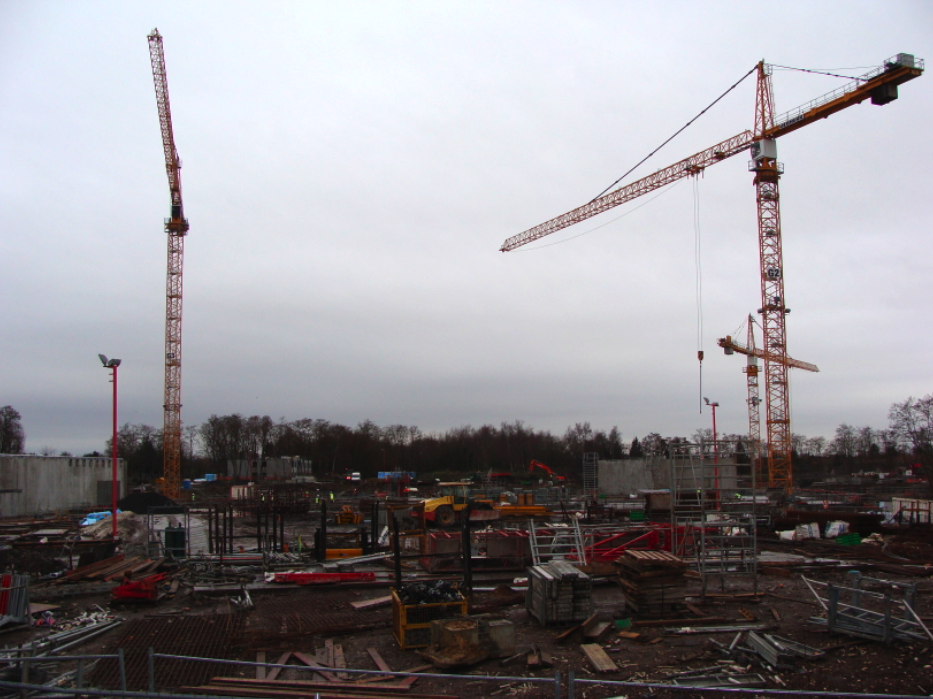
Construção do pavilhão de recepção em janeiro de 2011.

Em 12 de novembro de 2007, a região aprovou o projeto arquitetônico final do museu. Ou seja, os planos foram concluídos e o cronograma definido. Em 2008, o concurso foi lançado apenas para ser considerado sem sucesso em setembro: as razões apresentadas deveram-se essencialmente às derrapagens orçamentárias das empresas respondentes.
Uma nova consulta foi relançada no início de 2009 para resultar numa escolha de empresas em setembro de 2009. A primeira pedra foi lançada em 4 de dezembro de 2009 para inauguração prevista para 4 de dezembro de 2012, três anos depois.

#### Financiamento

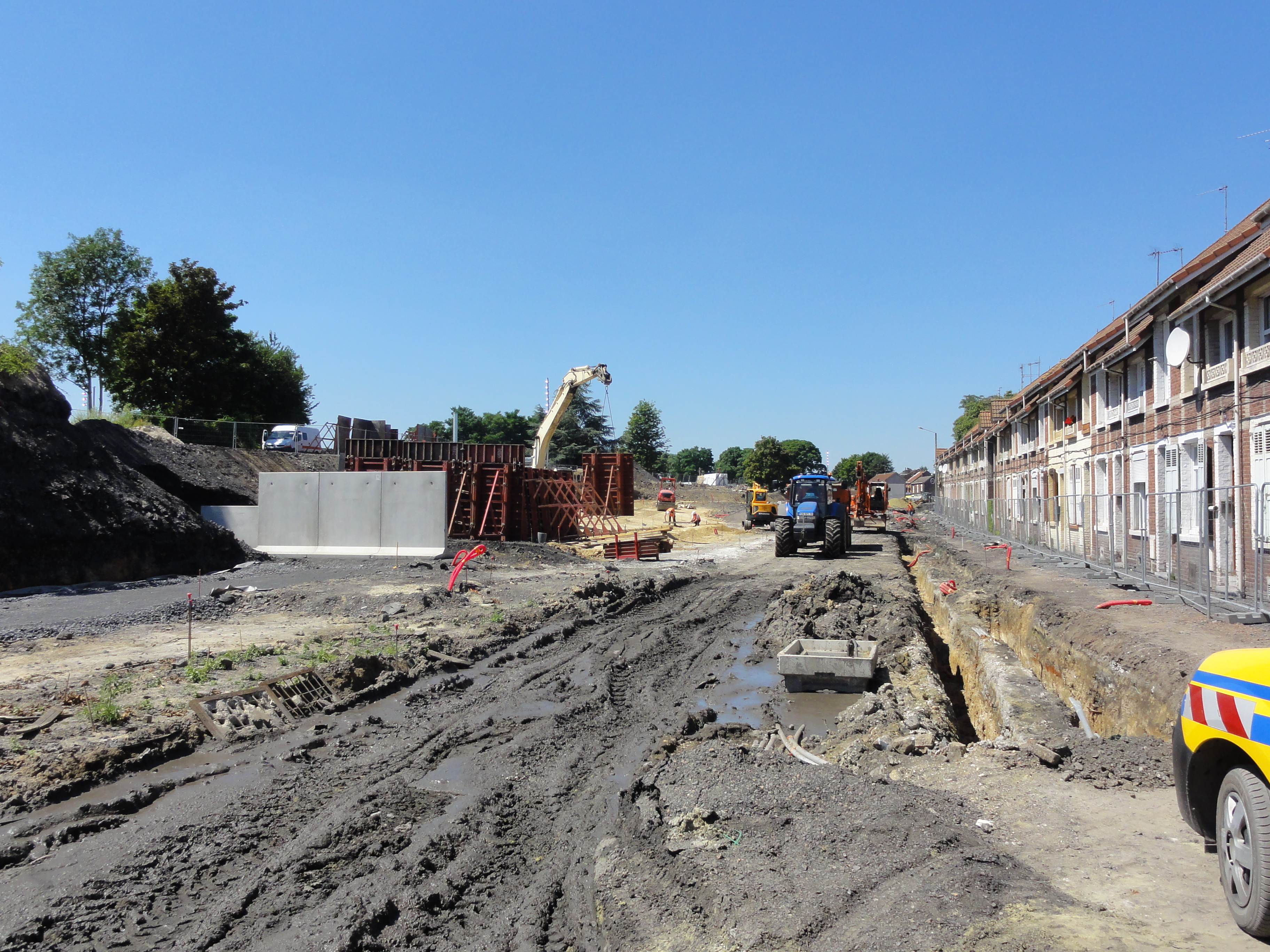
A obra, entre a telha da fossa e os corons, em julho de 2012.

As despesas de investimento do Louvre-Lens são cobertas principalmente pela região (60%), com a União Europeia (20% através do FEDER), mas também do conselho geral de Pas-de-Calais (10%), bem como pela cidade de Lens e pela Communaupole (10% para ambos). Estas comunidades participam nas mesmas proporções do investimento inicial.
O escritório de arquitetura SANAA dos japoneses Kazuyo Sejima e Ryūe Nishizawa foi nomeado em 26 de setembro de 2005 pela comissão permanente do conselho regional Nord-Pas-de-Calais, proprietário do projeto do edifício, para construir o Louvre-Lens. O seu custo foi então estimado em 117 milhões de euros incluindo impostos (valor de janeiro de 2005). A paisagista deste projeto é Catherine Mosbach (de Mosbach Paysagistes) que já realizou inúmeros projetos como o Canal Saint-Denis, o Jardim Botânico de Bordéus ou o Jardim Botânico de Mônaco. Para o desenvolvimento deste projeto, a SANAA contou com a ajuda dos arquitetos franceses Michel Lévi e Antoine Saubot do escritório parisiense EXTRA MUROS.
As despesas operacionais estão estimadas em quinze milhões de euros.

#### Localização

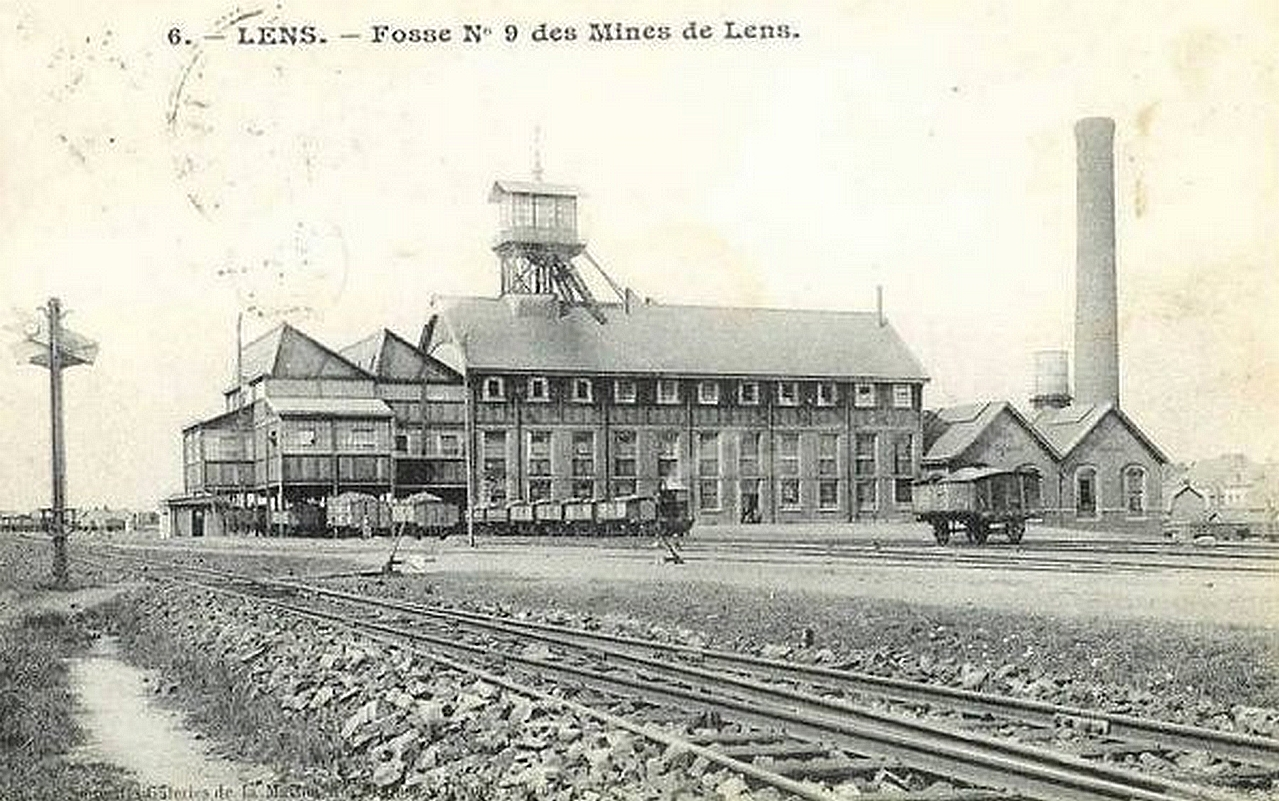
Fossa nº 9 antes da Primeira Guerra Mundial.

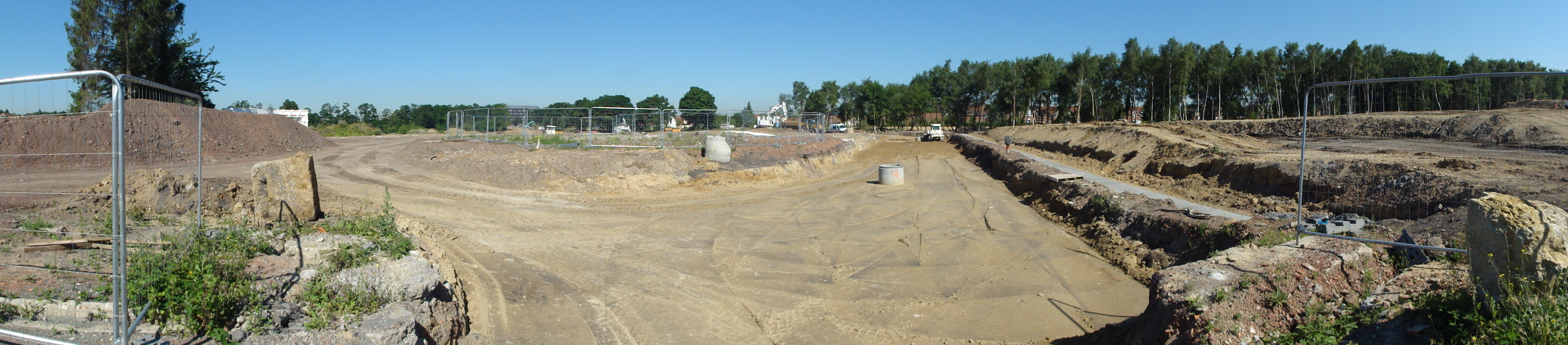
A obra estende-se ainda ao ladrilho da fossa nº 9 bis, que passou a ser o estacionamento oeste do museu.

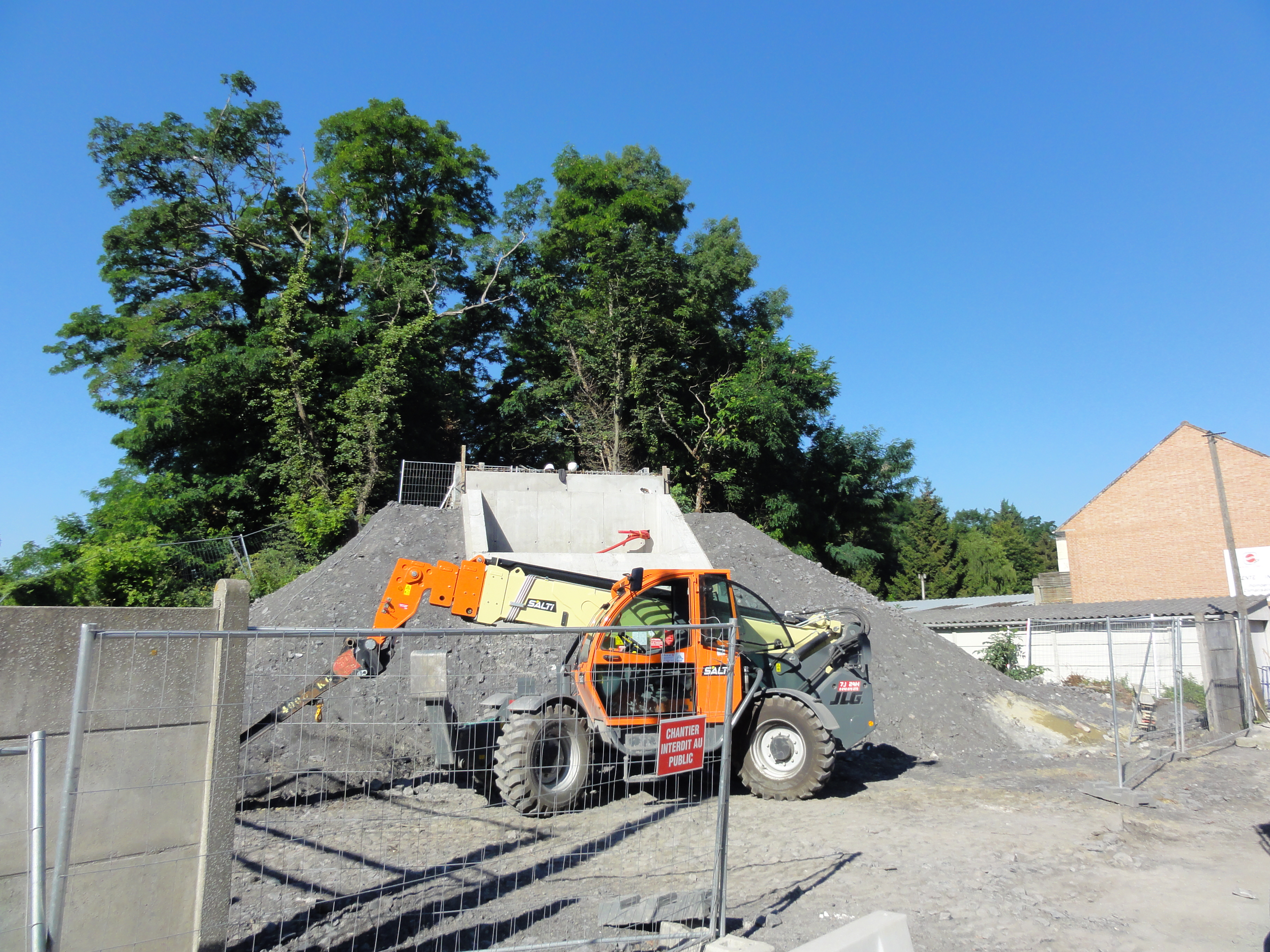
A sólida ancoragem de uma das passarelas, sobre a pilha de escória.

O Museu do Louvre-Lens foi construído no chão da cova Théodore Barrois, mais conhecida como fossa nº 9 que foi explorado após dois anos de trabalho entre 1886 e 1980 pelo seu carvão pela Compagnie des Mines de Lens. O local sendo um pouco alto, dá uma vista das cidades vizinhas. O critério de localização foi decisivo: proximidade das autoestradas A1, A21 e A26, proximidade da estação de Lens servida pelo TGV. Por volta de 2020, o Louvre-Lens deveria ter sido servido pelo Bonde Artois-Gohelle, projeto abandonado e substituído por um Ônibus de Alto Nível de Serviço.

#### Implementação
Em 7 de outubro de 2009, o Conselho Regional do Nord-Pas-de-Calais adjudicou os contratos de empreitada às empresas Eiffage para as obras estruturais e ao grupo italiano Permasteelisa para as molduras e fachadas. A SEM Adevia foi confirmada na sua função de mandatária do conselho regional. Em 4 de dezembro de 2009, o Ministro da Cultura, Frédéric Mitterrand inaugurou a "Casa do Projeto" do Louvre-Lens e lançou a primeira pedra na companhia de Jack Lang, Valérie Létard, Gervais Martel, Guy Delcourt, Henri Loyrette, Daniel Percheron e dos arquitetos Kazuyo Sejima e Ryūe Nishizawa.

#### Edifícios

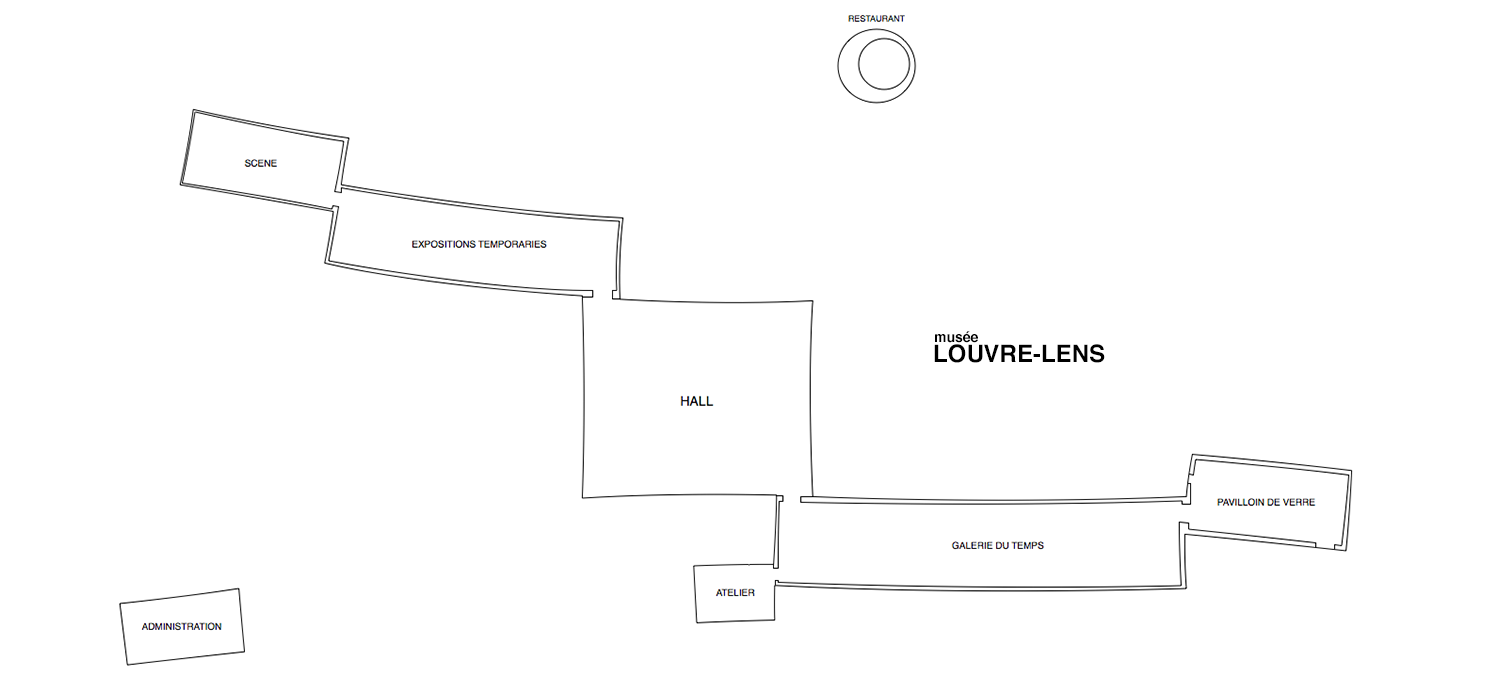
Localização dos diferentes edifícios entre eles: Palco, Galeria de Exposições Temporárias, Sala de recepção, Grande Galeria e Pavilhão de Vidro. A sudoeste, a administração, a norte, o restaurante. Ao redor, o parque.

### Inauguração
A inauguração ocorreu no dia de Santa Bárbara, padroeira dos mineiros, 4 de dezembro de 2012. Entre os muitos convidados, estão François Hollande, Presidente da República Francesa, Aurélie Filippetti, Ministra da Cultura, Jean-Jacques Aillagon, Jacques Toubon, Catherine Tasca, Christine Albanel, Jack Lang, Renaud Donnedieu de Vabres, Pierre Mauroy, Lionel Jospin...
Ex-mineiros e cafus (mulheres empregadas na triagem de carvão) também estão presentes no local.
Depois de ter participado em 2007 com diversas outras companhias musicais da bacia mineira na operação "Com fanfarra nas Tulherias" anunciando no Jardim das Tulherias em Paris a chegada do Museu do Louvre em Lens, a Harmonie de Harnes, respondendo a um apelo à apresentação de projetos da comunidade de Lens-Liévin, garante na Igreja de Saint-Théodore no sábado 8 de dezembro de 2012 após o dia de Santa Bárbara, padroeira dos mineiros, concerto de inauguração do Louvre-Lens. Yorick Kubiak, maestro e diretor musical da harmonia, recorre a François Daudin Clavaud que compõe Renaissance 2012, uma peça em cinco movimentos construída seguindo a arquitetura do Louvre-Lens, sendo a duração de cada movimento proporcional ao tamanho de cada edifício, simbolizando «o renascimento de um "Sol menor" que marcou a história industrial dos últimos dois séculos».

## Funcionamento

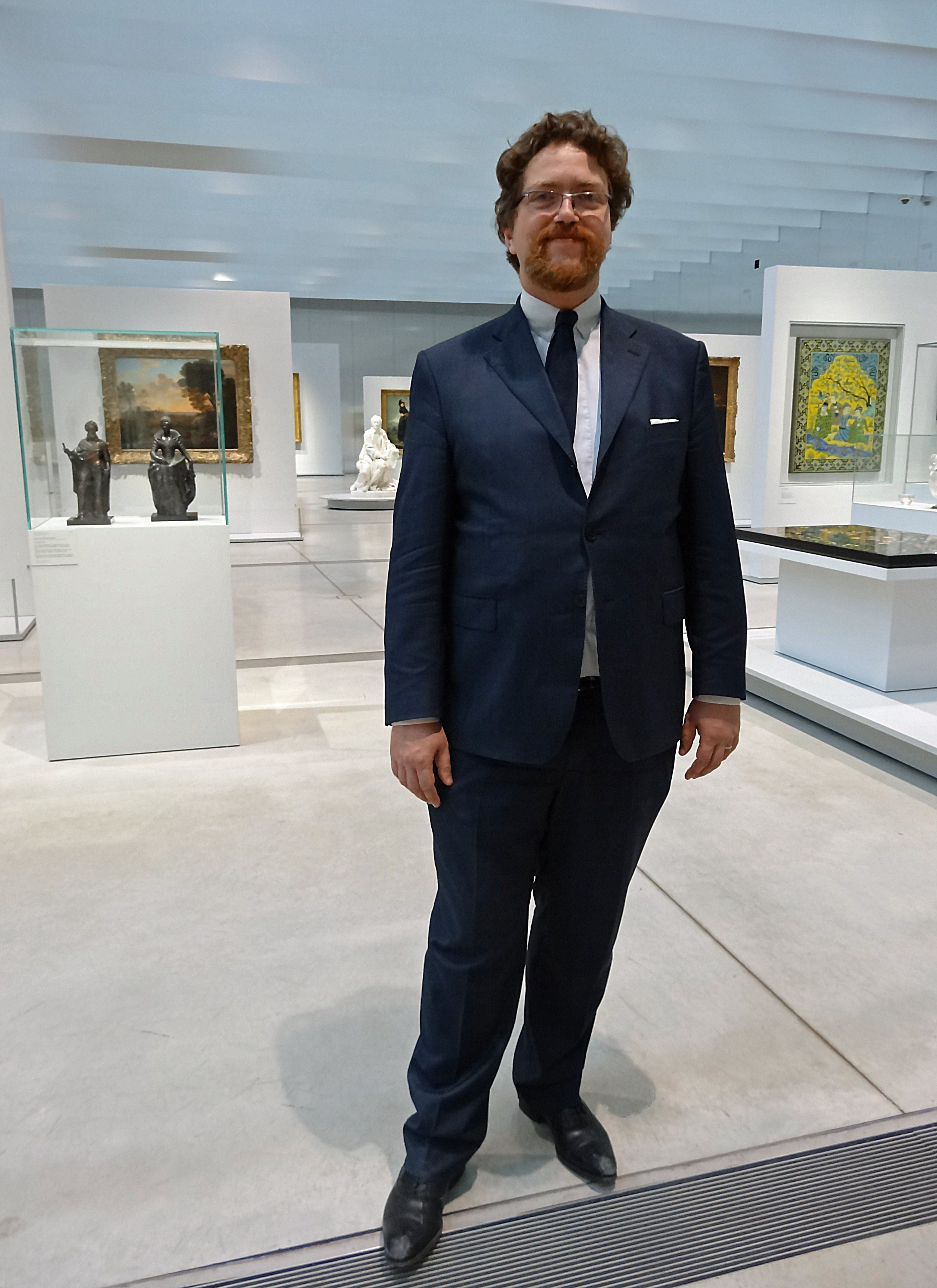
Xavier Dectot, por ocasião do primeiro aniversário do museu.

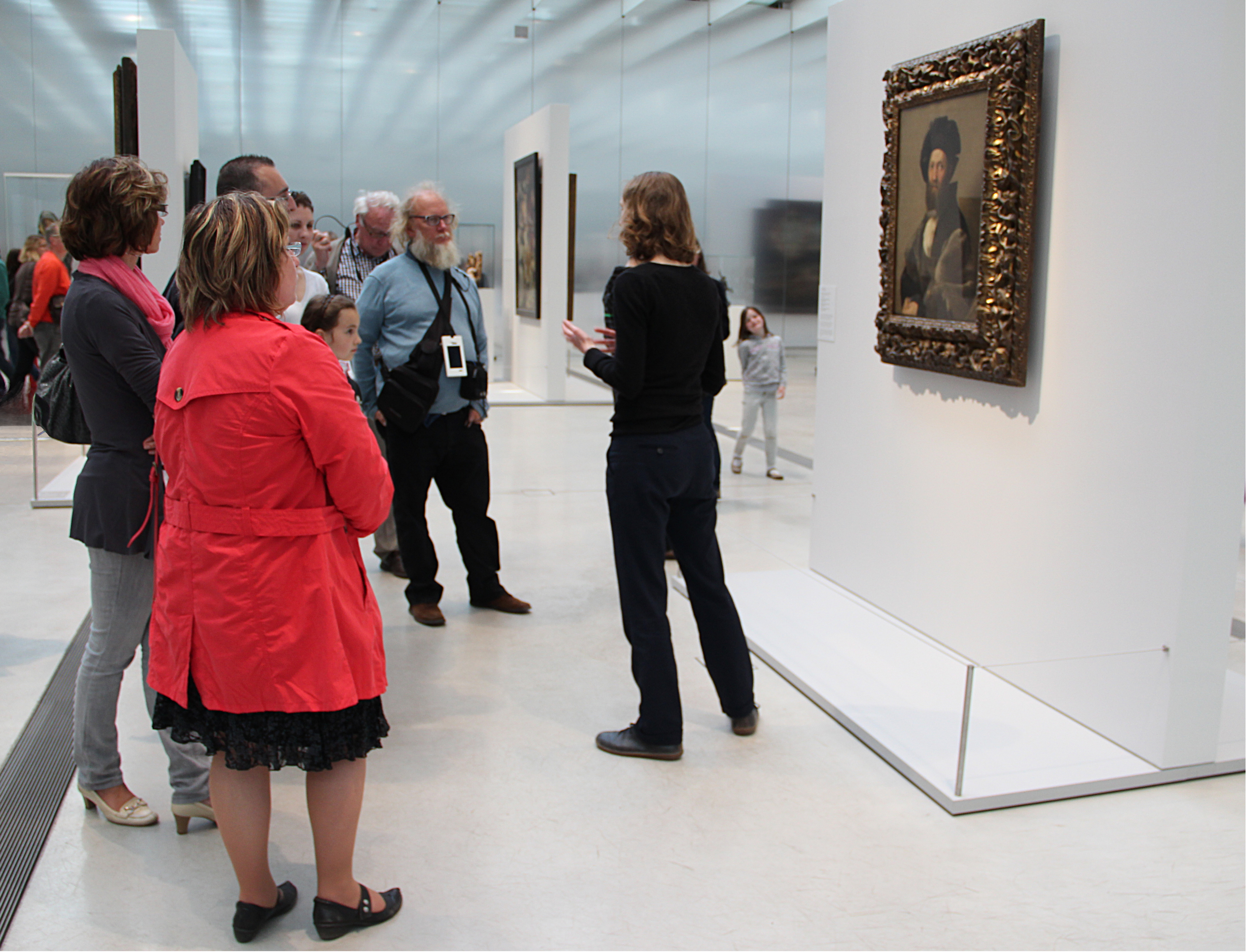
Um mediador comenta o Retrato de Baldassare Castiglione, exibido em 2013 na Galerie du temps.

- Xavier Dectot, diretor do Louvre-Lens e curador, indica que foram contratados vinte e dois mediadores. Espera um público de 700 mil visitantes em 2013 e 500 mil visitantes nos anos seguintes. Henri Loyrette, presidente e diretor do Louvre, espera tanto um público europeu como a população local, e especifica "Haveria dois fracassos para mim. A primeira seria que a população de Nord-Pas-de-Calais não se apropriasse do museu. A segunda é que os fiéis do Louvre não querem vir".

## Exposições

A Liberdade guiando o povo, de Eugène Delacroix, exposta na Galerie du temps em 2013.

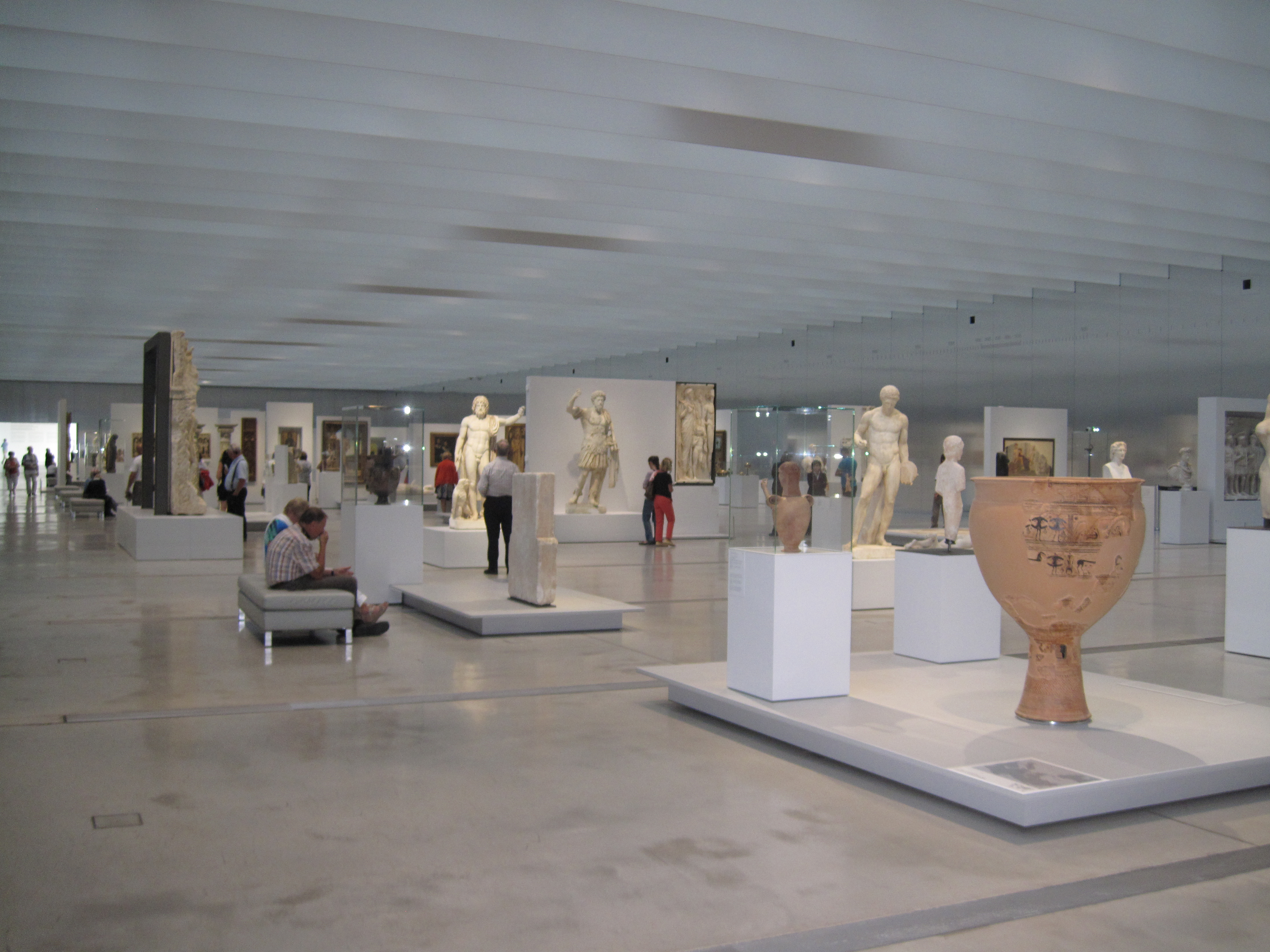
Vista geral da Galerie du Temps no Louvre-Lens.

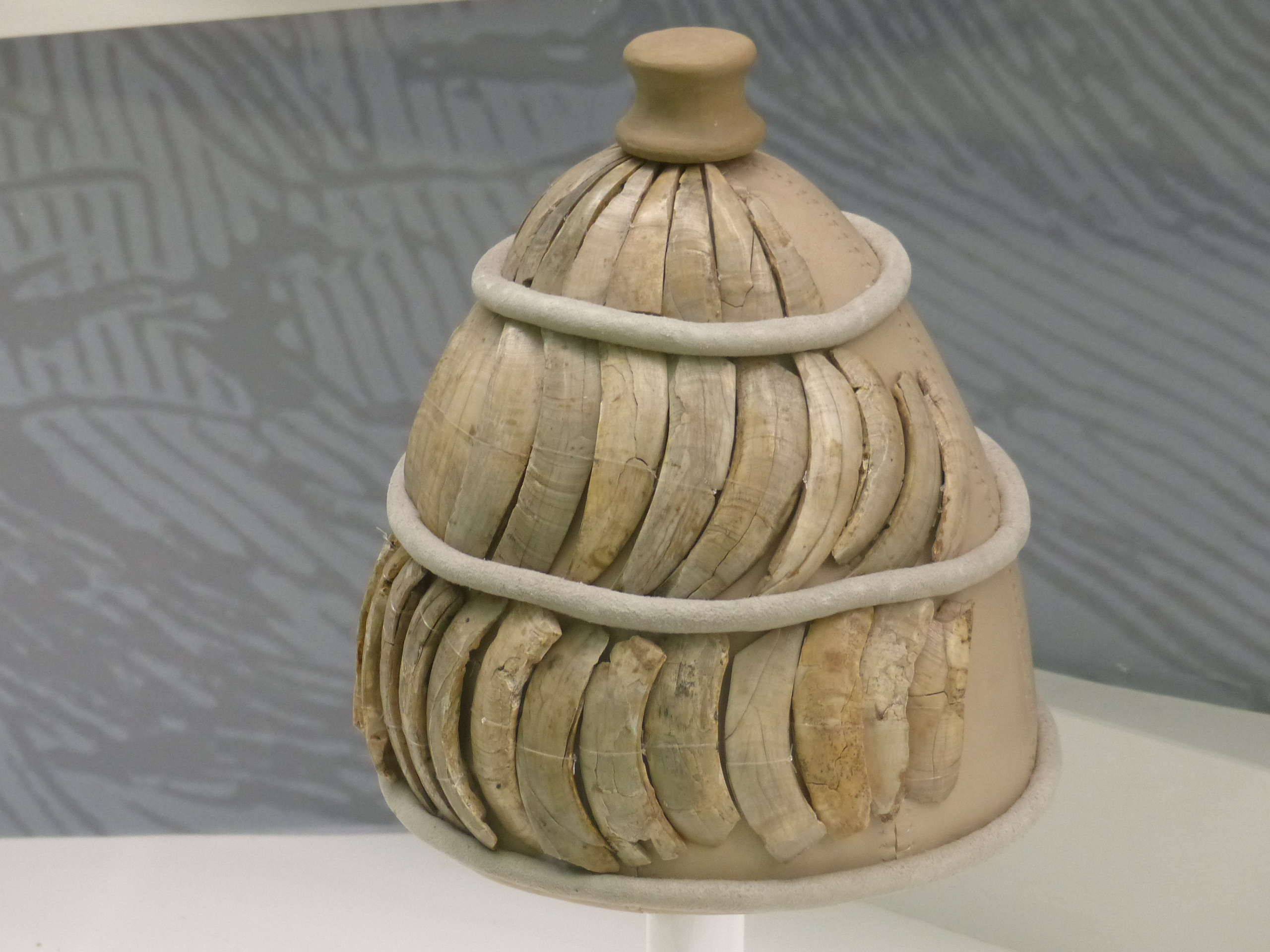
Homero: Capacete com dentes de javali, datado do século XIV – AC, descoberto durante escavações em Spáta.

O Louvre-Lens possui três espaços expositivos: a Grande Galeria, o Pavilhão de Vidro e a Galeria de Exposições Temporárias. Várias exposições são organizadas nestes espaços:
- A Galeria do Tempo
- No Pavilhão de Vidro:
  - Tempo no trabalho
  - Veja o sagrado
  - Metamorfoses
  - Espelhos.
- Na Galeria de Exposições Temporárias:
  - A Europa de Rubens
  - Renascença
  - Os Etruscos e o Mediterrâneo
  - Os desastres da guerra
  - De ouro e marfim
  - Charles Le Brun, o pintor do Rei Sol
  - Dance, beije quem quiser, Festas e prazeres do amor no século de Madame de Pompadour
  - O mistério de Le Nain
  - Os desastres da guerra. 1800-2014
  - O Império das Rosas
  - Amor
  - Homero[5]
  - Polônia – Pintando a alma de uma nação

### Algumas obras importantes passaram pelo Louvre-Lens
O Louvre-Lens não possui coleções, mas realiza regularmente exposições. Estas contêm sempre obras importantes como A Virgem, o Menino Jesus e Santa Ana no Renascimento, o Sarcófago dos Noivos em Os Etruscos e o Mediterrâneo, ou ainda A Madalena à Luz da Noite e a Liberdade Guiando o Povo na Galeria de Tempo.

## Frequência
O Louvre-Lens foi inaugurado em 4 de dezembro de 2012, onde 5 000 visitantes compareceram na mesma noite, e aberto oficialmente ao público em 12 de dezembro. Nos dias 8 e 9 de dezembro de 2012, por ocasião de um excepcional fim de semana de pré-abertura, recebeu 36 000 visitantes. Estimou-se então que ele recebeu 700 mil visitantes no primeiro ano e 500 mil nos anos seguintes. O 100 000º visitante foi recebido em 28 de dezembro, houve 10 131 entradas naquele dia. Guy Delcourt, prefeito de Lens, declarou que “o Louvre-Lens é de fato o museu do terceiro milênio e o futuro da região Nord-Pas-de-Calais”. Após um mês de inauguração, em 4 de janeiro de 2013, o museu recebeu seu 140 000º visitante. Neste período, os estrangeiros representam 13% dos visitantes, sendo que a maior parte provém da Bélgica.